# Psicología de la ingeniería
Psicología de la Ingeniería,  también conocida como "Ingeniería del Factor Humano", es la ciencia del comportamiento humano y su capacidad, aplicada al diseño y operación de sistemas y tecnología.
Al formar parte de la psicología y de la ergonomía, tiene como objetivo mejorar las relaciones entre humano y máquina, rediseñando equipo, interfaces, o el ambiente en el cual se desempeña. El trabajo de un psicólogo de ingeniería se basa principalmente en hacer las relaciones más "amigables" con el operador. 

## Historia
La psicología de ingeniería fue creada a partir de la psicología experimental. Comenzó durante la Primera Guerra Mundial (1914). Esto, debido a que muchas armas norteamericanas estaban fallando, desde bombas que no caían donde debían, hasta armas atacando vida marina sin razón alguna. La fuente de error resultó ser el humano. Uno de los primeros proyectos para minimizar el error humano fue el uso de psicoacústica, por S.S. Stevens y L.L. Baranek. Fueron pioneros en mejorar la relación entre humano y máquina. Sus primeras tareas fue reducir el ruido producido por aeronaves militares. El objetivo del trabajo era mejorar la intangibilidad de los sistemas de comunicación militares, y el resultado de esto fue exitoso. Sin embargo, no fue hasta agosto de 1945 que la investigación acerca de la psicología en ingeniería comenzó a tomar importancia, ya que fue hasta ese año que se mostraron los resultados de las investigaciones desarrolladas a partir de 1940.
Lillian Gilbreth combinó sus talentos en ingeniería, psicología y el ser madre de 12 niños. Su apreciación al factor humano le ayudó  a implementar estudios de tiempo y noción, y de administración científica. Fue pionera en la ergonomía de la cocina, inventó el bote de basura con pedal, por ejemplo.
En Inglaterra, ambas Guerras Mundiales fomentaron el estudio formal del factor humano, el cual afectó la eficiencia de municiones y artículos de guerra. En la Primera Guerra Mundial, se creó el Comité por la Salud de los Trabajadores de Municiones ( Health of Munitions Workers Committee). El comité hacía recomendaciones basadas en estudios acerca de los efectos que tenía el exceso de trabajo sobre la eficiencia, el resultado de esto fueron políticas acerca de descansos y límite de horas de trabajo, incluyendo el domingo como día de descanso. Posteriormente se creó la Junta de Investigación de Fatiga Industrial en 1918 para seguir con el trabajo.  En la Segunda Guerra Mundial en 1939, Frederic Barlett y Kenneth Craik, investigadores en la Universidad de Cambridge, empezaron a trabajar en la operación de equipo. Su trabajo dio como resultado a la creación de la Unidad de Investigación de Psicología Aplicada en 1944.

## Temas Relacionados
- Ergonomía cognitiva e ingeniería cognitiva- Estudios cognitivos en ambientes de trabajo, para optimizar el bienestar del ser humano y el desempeño del sistema. Es una rama del estudio del factor humano y de la ergonomía.
- Psicología aplicada- Usar principios psicológicos para resolver problemas de diversos campos. Se ha discutido que la psicología de la ingeniería está separada de la psicología aplicada (cognitiva), ya que raramente  los avances hechos en la psicología cognitiva ayudan a la psicología de ingeniería. Pero sorprendentemente los avances hechos en el campo de la psicología de ingeniería sí han ayudado a la psicología cognitiva. Por ejemplo, ha ayudado a la psicología cognitiva a explicar por qué los sistemas GUI son más fáciles de usar que las interfaces basadas en caracteres.[1]

### Psicología de Ingeniería, Ergonomía y el Factor Humano
Aunque la compatibilidad de estos términos ha generado debate, las diferencias entre estos conceptos  se puede ver al momento de aplicarlos en el campo.
La psicología de ingeniería se ocupa de la adaptación del equipo y en torno a las personas, basado sus capacidades psicológicas y limitaciones, con el objetivo de mejorar el rendimiento general involucrando elementos mecánicos y humanos.
Psicólogos de ingeniería se dedican a compatibilizar los requisitos del equipo, con las capacidades humanas cambiando el diseño del equipo.  Un ejemplo de esto es el rediseño de las mochilas de los carteros. Psicólogos de ingeniería descubrieron que una mochila con soporte en la cintura y una doble bolsa que se sostiene de ambos hombros, reduce la fatiga muscular. Otro claro ejemplo del trabajo de los psicólogos de ingeniería involucra a los cajeros de los supermercados, que sufrían trastornos acumulativos de trauma en la muñeca debido al repetitivo movimiento de usar los escáneres. Encontraron que el diseño óptimo de la caja registradora, permitiría a los trabajadores usar fácilmente cualquier mano para distribuir la carga de trabajo en ambas muñecas.
La ergonomía se basa en estados científicos de gente común en situaciones de trabajo, y se aplica al diseño de procesos y máquinas, el espacio de trabajo, los métodos que se utilizan, y el control del entorno físico. El principal objetivo es mejorar la eficiencia del trabajador así como de la máquina.  Un ejemplo de un estudio ergonómico es la evaluación de la forma del mango de un desarmador, su material, el rendimiento, la distribución de fuerza del dedo y la actividad muscular. Otro ejemplo son los efectos de la tracción de un zapato y como supera obstáculos con fricción. De esta manera, muchas áreas de la ergonomía se encargan de acoplar al hombre con el equipo de trabajo o de la vida diaria y  abarca campos más estrechos como la psicología de la ingeniería.  
En cierto momento, el término factor humano se ocupaba el lugar de ergonomía en Europa .  El factor humano involucra investigaciones interdisciplinarias y estudios, para buscar y comprender las características, necesidades, capacidades y limitaciones del trabajador al momento de diseñar los procedimientos y productos tecnológicos que ocupará. Utiliza el conocimiento de diferentes áreas como, la ingeniería mecánica, la ingeniería industrial para el desarrollo de instrumentos y la psicología.
El factor humano tiene un campo de estudio más amplio que la psicología de la ingeniería, que se centra específicamente en diseñar sistemas que se adapten y sean amigables a las capacidades de procesamiento de la información del cerebro.
Aunque el trabajo de estas áreas de conocimiento difiere, hay algunas similitudes entre ellas. Comparten el mismo objetivo, que es optimizar la eficacia y eficiencia con la cual se realizan  actividades cotidianas, así como mejorar la calidad de vida reduciendo fatiga y estrés, e incrementando la comodidad y satisfacción.

### Importancia de los Psicólogos de la Ingeniería
Los psicólogos de la ingeniería contribuyen al diseño de muchos productos, incluyendo herramientas dentales y quirúrgicas, cámaras, cepillos de dientes y asientos de automóviles. Han estado involucrados en el rediseño de las mochilas de los carteros, más del 20% de los carteros sufren de lesiones musculoesqueléticas como dolor de espalda por cargar las mochilas sobre los hombros. Se ha demostrado que una mochila con un soporte en la cintura y una doble bolsa que requiere el uso de ambos hombros en lugar de uno reduce la fatiga muscular.
Hay investigaciones por los psicólogos de la ingeniería que muestran que el uso del celular al momento de manejar disminuye el rendimiento en cuanto a la reacción del conductor, particularmente en conductores de edad avanzada, y aumenta el riesgo de accidentes entre conductores de todas las edades. Este tipo de investigaciones han ayudado a los gobiernos a regular el uso del celular.